# Mértani dísz
A mértani dísz egyenes és szabályosan görbe vonalakból megszerkesztett nyomdászati dísz. Latin elnevezése: ornamentum.
Már az egyszerű egyenes vonal is ornamentumnak minősül, ha szabályosan van elhelyezve, például ha a papíron keretet alkot. Gazdagabb az ornamentum, ha az egymást különböző szögekben metsző vonalak olyan mintát alkotnak, amelyek például parkettán, mozaikokon, ruhaszöveteken láthatóak. Még gazdagabb a mértani dísz, ha az egyenes vonalak mellett szabályos görbék (kör, ellipszis, hullámvonal, spirál) is vannak benne.